# Skyservice
Pour les articles homonymes, voir SSV.
Skyservice (Code AITA : 5G ; Code OACI : SSV) était une compagnie aérienne charter canadienne basée à Etobicoke (banlieue de Toronto) en Ontario. La compagnie réalisait des vols entre le Canada et les États-Unis, les Caraïbes, le Mexique, Israël et l'Europe. Elle opérait également des vols sur demande, notamment pour des gouvernements, des équipes sportives professionnelles et des entreprises.

## Histoire
La compagnie aérienne a été fondée en 1986. Le 2 mai 2005, Skyservice acquiert le premier de ses deux Boeing 767-300. Cet appareil lui permit de voler vers l'Europe, les Caraïbes et le Mexique. C'était une des rares compagnies à bas prix canadienne à offrir un service de repas. 
Le 31 mars 2010, Skyservice se déclare en faillite. Un communiqué de la compagnie annonce qu'elle ne peut plus continuer ses activités en raison de son fort endettement et des changements intervenus dans le marché canadien du voyage,.

## Flotte

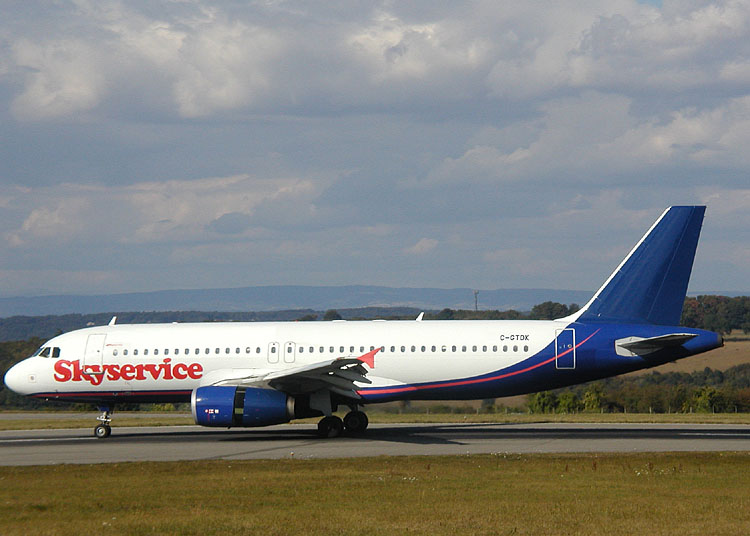
Airbus A320 de Skyservice en 2003

- Airbus A330-300
- Airbus A320-200
- Boeing 757-200